# چکچک مغربی
چکچک مغربی (نام علمی: Oenanthe halophila) پرنده‌ای از چکچک‌هایی است که در شمال آفریقا یافت می‌شود. این یک گنجشک‌سان کوچک در گروهی است که در گذشته به عنوان اعضای تیرهٔ توکایان (Turdidae) طبقه‌بندی می‌شد، اما اکنون به‌طور کلی بخشی از تیرهٔ مگس‌گیران جهان قدیم (Muscicapidae) در نظر گرفته می‌شود.
چکچک مغربی (O. halophila) و چکچک بازالتی (O. warriae) در گذشته زیرگونه‌های چکچک ابلق جنوبی به‌شمار می‌رود، اما در سال ۲۰۲۱ توسط IOC به عنوان گونه‌های متمایز تقسیم شدندو